# Spyridium tricolor
Spyridium tricolor är en brakvedsväxtart som beskrevs av W.R. Barker och B.L. Rye. Spyridium tricolor ingår i släktet Spyridium och familjen brakvedsväxter. Inga underarter finns listade i Catalogue of Life.